# Fiat RS.14
De Fiat RS.14 was een langeafstandverkennings- en watervliegtuig uit 1941, gebouwd door het Italiaanse concern FIAT. De neus van het vliegtuig was een glazen kap, waar de observeerder zat, die ook als taak had om de positie te bepalen om de bommen te lossen. Achter deze persoon zaten de piloot en co-piloot.

## Ontwikkeling
Het prototype van het vliegtuig was reeds in 1939 gebouwd, naar ontwerp van Manlio Stiavelli. In datzelfde jaar vlogen twee vliegtuigen proefvluchten. In 1941 werd het vliegtuig in productie genomen. Met name in Zuid-Italië werd het vliegtuig ingezet, rond de eilanden Sicilië en Sardinië. Een van de taken was konvooien te escorteren die vijandelijke onderzeeërs onschadelijk moesten maken.
Naast het watervliegtuig was van dit vliegtuig een landversie ontworpen, namelijk de AS.14. Hiervan vlogen in 1943 de eerste prototypes rond, maar deze versie is nooit in productie genomen.